# 協和麒麟

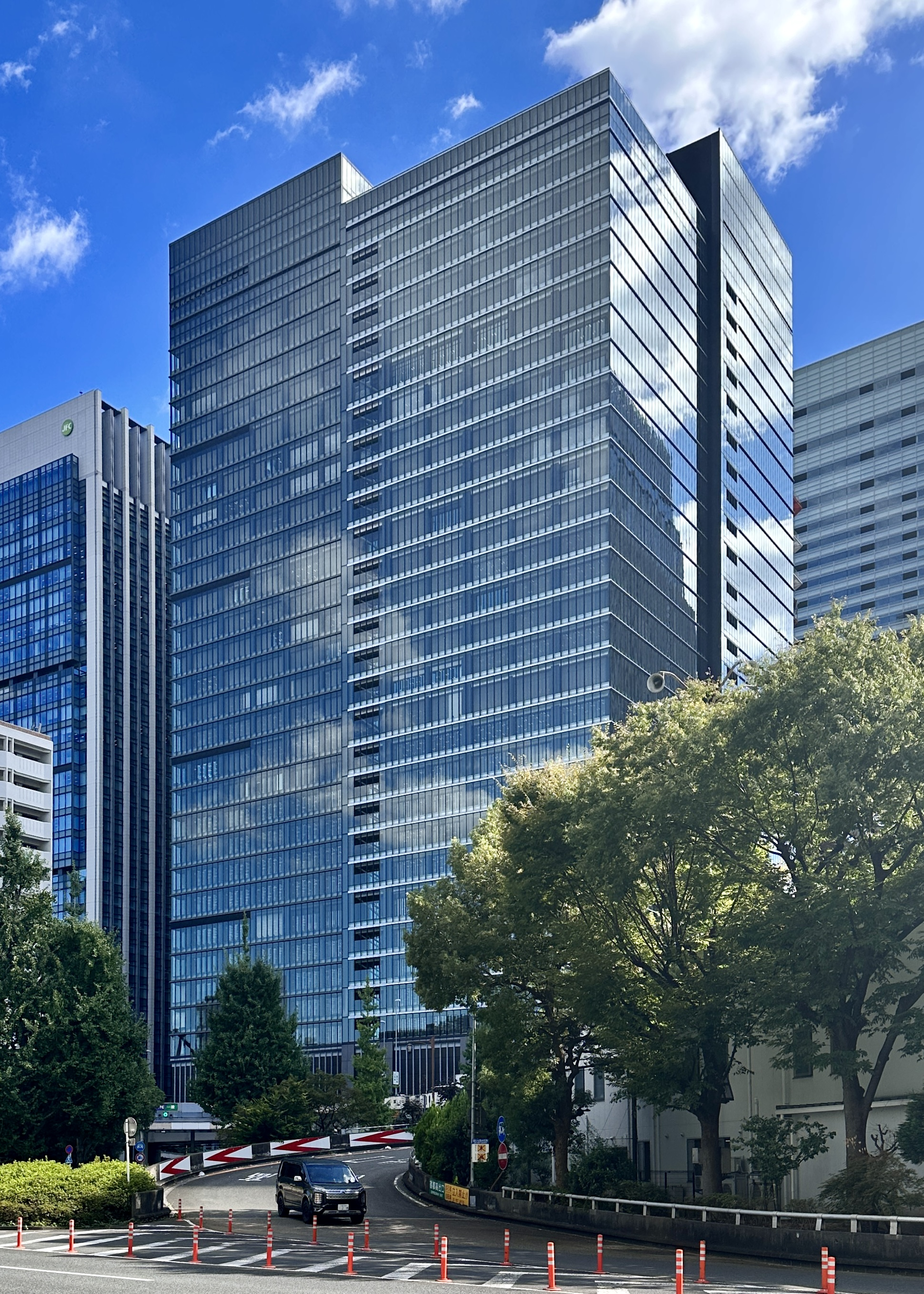
總部所在地

協和麒麟株式會社（日语：協和キリン株式会社）是日本的一家製藥企業。過去亦生產日本酒、燒酎、葡萄酒。該公司是麒麟控股的子公司，屬於麒麟集團，也是日經平均指數成份股之一の。協和麒麟的前身是成立於1937年的「協和化學研究所」，1949年改制為現在的公司。

## 外部連結
- 協和キリン株式会社 （页面存档备份，存于）
- 「情熱の系譜」オフィシャルHP （页面存档备份，存于）
- 『生命の牧場 （页面存档备份，存于）』